# けんすう
けんすうとして知られる古川 健介（ふるかわ けんすけ、1981年6月2日 - ）は、日本の実業家。
東京都出身。ハウツーサイトnanapiの運営会社元社長、共同創業者（技術面を担当する和田修一と二人で「ロケットスタート」の社名で創業）。nanapiの事業を継承したSupership元取締役。掲示板サイトしたらばを運営した会社メディアクリップの元社長。アル株式会社代表取締役、NFT「marimo」と「sloth」を手掛ける。
ペイパルマフィアのような仲間を集めることを目的として、ベンチャーキャピタリスト佐俣アンリを中心とする若手経営者の集まり（「佐俣食堂」）の一人。
「古川健介」は本名。

## 経歴
1990年代からネットコミュニティに関する活動をした。大学受験の浪人をしていた当時、2001年に中学生・高校生をターゲットにした大学受験情報の匿名掲示板「ミルクカフェ」を開設。大学時代にしたらばや劇団ブサイコロジカル。に関わった。
早稲田大学在学中の2004年にしたらば掲示板を運営する会社メディアクリップの社長に就任、同事業を2005年にライブドアに売却。古川は1ch.tvで活動していたのが切っ掛けで西村博之と知り合い、社長になるよう誘われて就任していた。
早稲田大学政治経済学部経済学科卒業後、2006年にリクルートに入社。同社在職中の2007年に起業。2009年にリクルートを退職。
2015年度早稲田大学『起業家養成講座II』講師。
ダイヤモンド社ハーバード・ビジネス・レビュー2016年11月号の「U-40経営者20人」の1人に選ばれた。
2022年9月1日、NFTプロジェクト「marimo」を発表。

## 著書
- 『ドロップシッピング成功術』、ソフトバンククリエイティブ、2006年（古川健介名義）
- 『物語思考』、幻冬舎、2023年（けんすう（古川健介）名義）